# بنيامين الثاني (بابا الإسكندرية)
بنيامين الثاني، بابا الإسكندرية وبطريرك الكرازة المرقسية للأقباط الأرثوذكس رقم 82. وأقام بطريركاً 11 سنة و7 أشهر و26 يوماً، في الفترة من 10 سبتمبر 1327 م حتى 6 يناير 1339 م، وتوفي. وخلا الكرسي بعده 11 شهراً واحداً و26 يوماً.